# Пајсанду
Пајсанду (шп. Paysandú) је главни град Пајсанду департмента у западном Уругвају.

## Историја града
Град је основан 1749. године као језуитско утврђење на обали реке Уругвај. Године 1865. град је постао једно од попришта битке између Уругваја и Бразила. Уругвајску војску је предводио генерал Леандро Гомезо.

## Локација и клима
Град је лоциран на обали реке Уругвај, која формира границу Уругваја и Аргентине. Град је удаљен 378 km северозападно од Монтевидеа. државни путеви бр. 1 и бр. 3 који је спојен са путем бр. 90. по цензусу ис 2011. године Пајсанду је четврти по реду град у Уругвају по броју становника.
Недалеко од Пајсандуа а јужно од аргентинског града Колон је мост који спаја Пајсанду са аргентинском провинцијом Ентре Риос.
Пајсанду има влажну суптропску климу. Просечна годишња температура је 17,9 °C. Просечне годишње падавине - 1218 мм..

## Становништво
Становништво града по попису из 2011. године износи 76.412 људи.
| Год   | Становника |
| ----- | ---------- |
| 1908. | 20.953     |
| 1963. | 51.645     |
| 1975. | 62.199     |
| 1985. | 68.466     |
| 1996. | 74.568     |
| 2004. | 77.272     |
| 2011. | 76.412     |

Извор: Instituto Nacional de Estadística de Uruguay